# Fabian Bartsch
Fabian Bartsch (* 4. Dezember 1998) ist ein deutscher Volleyball- und Beachvolleyballspieler.

## Karriere Halle
Fabian Bartsch begann das Volleyballspielen beim TSV Mühldorf. Er spielte bis zur Saison 2019/20 in der 3. Liga Ost und anschließend drei Saisons in der 2. Bundesliga Süd unter Cheftrainer Michael Mayer und Co-Trainern Thomas Gailer und Sepp Wolf. Im DVV-Pokal 2021/22 verpassten die Mühldorfer gegen Blue Volleys Gotha knapp den Einzug in das Achtelfinale. Zur Saison 2024/25 spielt er in der 2. Bundesliga Süd unter Cheftrainer Alejandro Kolevich und Co-Trainer Sebastian Dollinger.
Fabian Bartsch wurde in der Saison 2020/21 zum fünftwertvollsten Spieler der 2. Bundesliga Süd und in der Saison 2023/24 zum wertvollsten Spieler der 3. Liga Ost.

## Karriere Beach
2020 belegte Bartsch bei der Bayerischen Meisterschaften mit Tim Peter von den WWK Volleys Herrsching den 3. Platz. 2024 gelang Fabian Bartsch und Partner Kilian Nennhuber der 10. Platz bei der Europäischen Hochschulmeisterschaft in Miskolc.